# Бродский, Савва Григорьевич
Са́вва Григо́рьевич Бро́дский (29 января 1923, Гомель, РСФСР, СССР — 20 ноября, 1982, Москва, РСФСР, СССР) — советский художник, книжный иллюстратор, архитектор, скульптор и поэт. Заслуженный деятель искусств РСФСР, отец А. С. Бродского.

## Биография
Савва Бродский родился 29 января 1923 года в Гомеле. В том же году его родители переехали в Петроград (вскоре переименованный в Ленинград). В Ленинграде Савва с 1938 по 1941 год учился в средней художественной школе. В 1944 году он поступил в Московский архитектурный институт. и окончил его в 1949 году. Получив диплом, работал в проектном институте «Гипротеатр», в частности спроектировал два театра в Петрозаводске (эти проекты были осуществлены), стал автором художественного оформления домов-музеев А. Грина в Феодосии и Старом Крыму. Принимал участие в реконструкции Центрального дома работников искусств в Москве.
С начала 1960-х Бродский увлекается книжной графикой и эта работа становится главным делом в его жизни. Бродский иллюстрировал и оформлял книги для издательств «Молодая гвардия», «Советский писатель», «Правда», «Художественная литература»: многотомные собрания сочинений А. Грина, Т. Драйзера, П. Мериме, Мопассана, Р. Роллана, Р. Л. Стивенсона, Г. Флобера и С. Цвейга. Работы Саввы Бродского к «Дон Кихоту» являются признанным шедевром мастера, эта серия была удостоена золотой медали на Московской международной книжной выставке в 1975 году. Бродский стал первым российским художником, избранным академиком-корреспондентом Испанской королевской Академии изящных искусств Сан-Фернандо. Его персональные выставки прошли в Мадриде в 1977 году, ещё до открытия Посольства СССР в Испании. После выставки в Институте Сервантеса в 2003 году, серия иллюстраций была возвращена в хранилище Серпуховского историко-художественного музея.

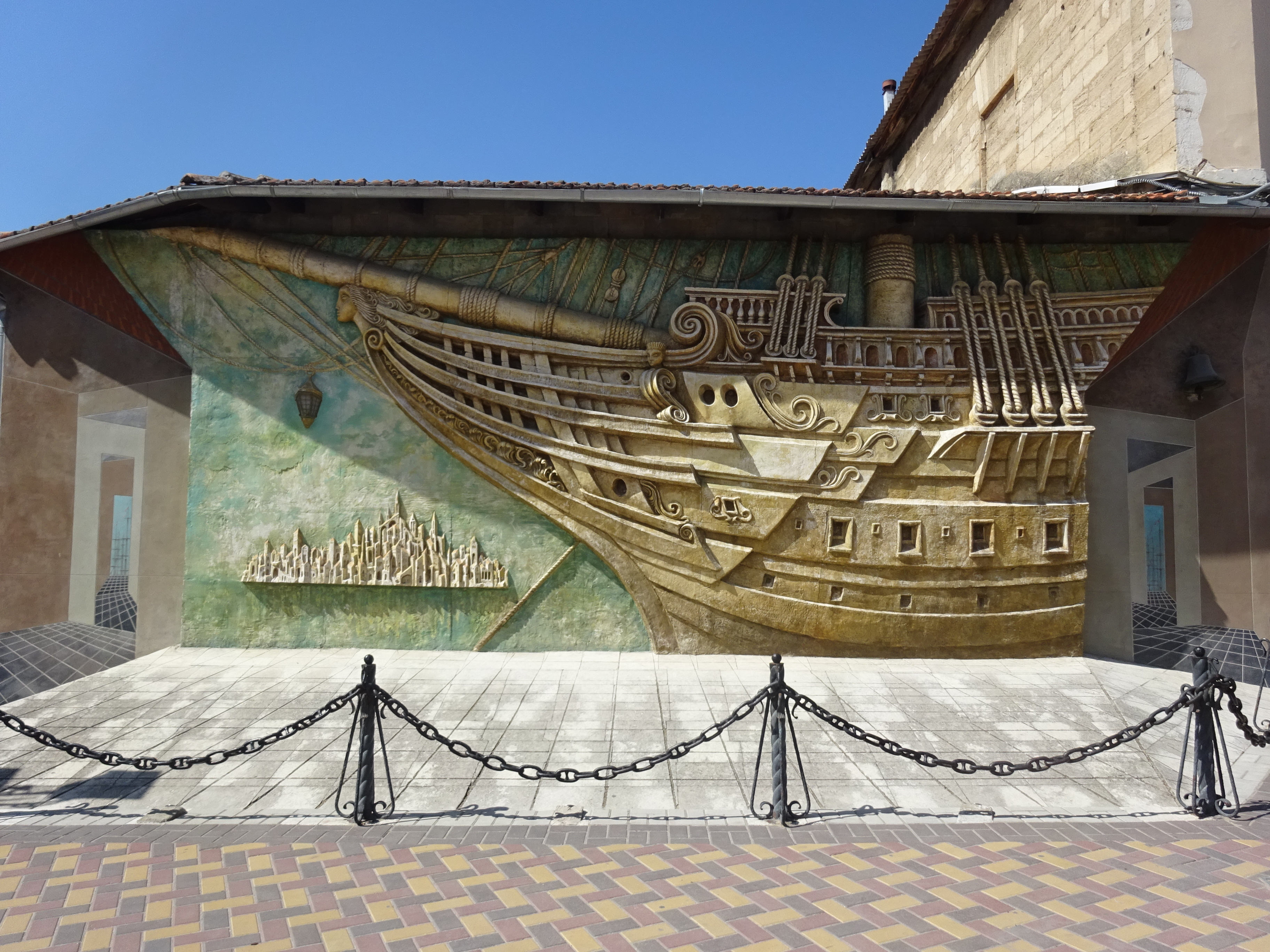
Панно «Бригантина» на стене дома-музея А. С. Грина в Феодосии

## Иллюстрационные работы
- «Белый пудель» А. Куприна (1947)
- «Зарево» Ю. Либединского (1955)
- «Марс над Казачьим Бором» В. Федорова (1963)
- «В списках не значился» и «Не стреляйте белых лебедей» Б. Васильева
- «Овод» Э. Л. Войнич (1967, диплом Международной выставки книги, посвященной 50-летию Великой Октябрьской социалистической революции)
- «Карюха» Михаила Алексеева (1969)
- «Спартак» Р. Джованьоли (1970, золотая медаль ВДНХ СССР)
- «Бабий яр» А. Кузнецова
- «Повесть о настоящем человеке» Б. Полевого
- «Жан Кристоф» и «Кола Брюньон» Р. Роллана (1974)
- «Дон Кихот» Сервантеса (1975, диплом 2-й степени на Всесоюзном конкурсе искусства книги 1975, «Золотая ветвь дружбы» на Международной выставке «Книга-75», бронзовая медаль ИБА-77)
- «Оптимистическая трагедия» Вс. Вишневского (1978)
- «Гамлет» У. Шекспира (1979)
- «Пер Гюнт» Г. Ибсена (1980, поощрительный диплом на Всесоюзном конкурсе искусства книги 1980)
- «Ромео и Джульетта» В. Шекспира (1982)
- «Шинель» Н. Гоголя (издана после смерти Бродского в 1983 г.)
- «Как закалялась сталь» Н. Островский
- «Остров Сокровищ» и «Чёрная Стрела» Р. Л. Стивенсона
- «Бегущая по волнам» и другие произведения А.С. Грина

## Звания
- Заслуженный деятель искусств РСФСР (1975)[4]
- Заслуженный деятель искусств Карельской АССР[4]
- Академик-корреспондент Испанской королевской Академии изящных искусств Сан-Фернандо